# 서배너 샘슨

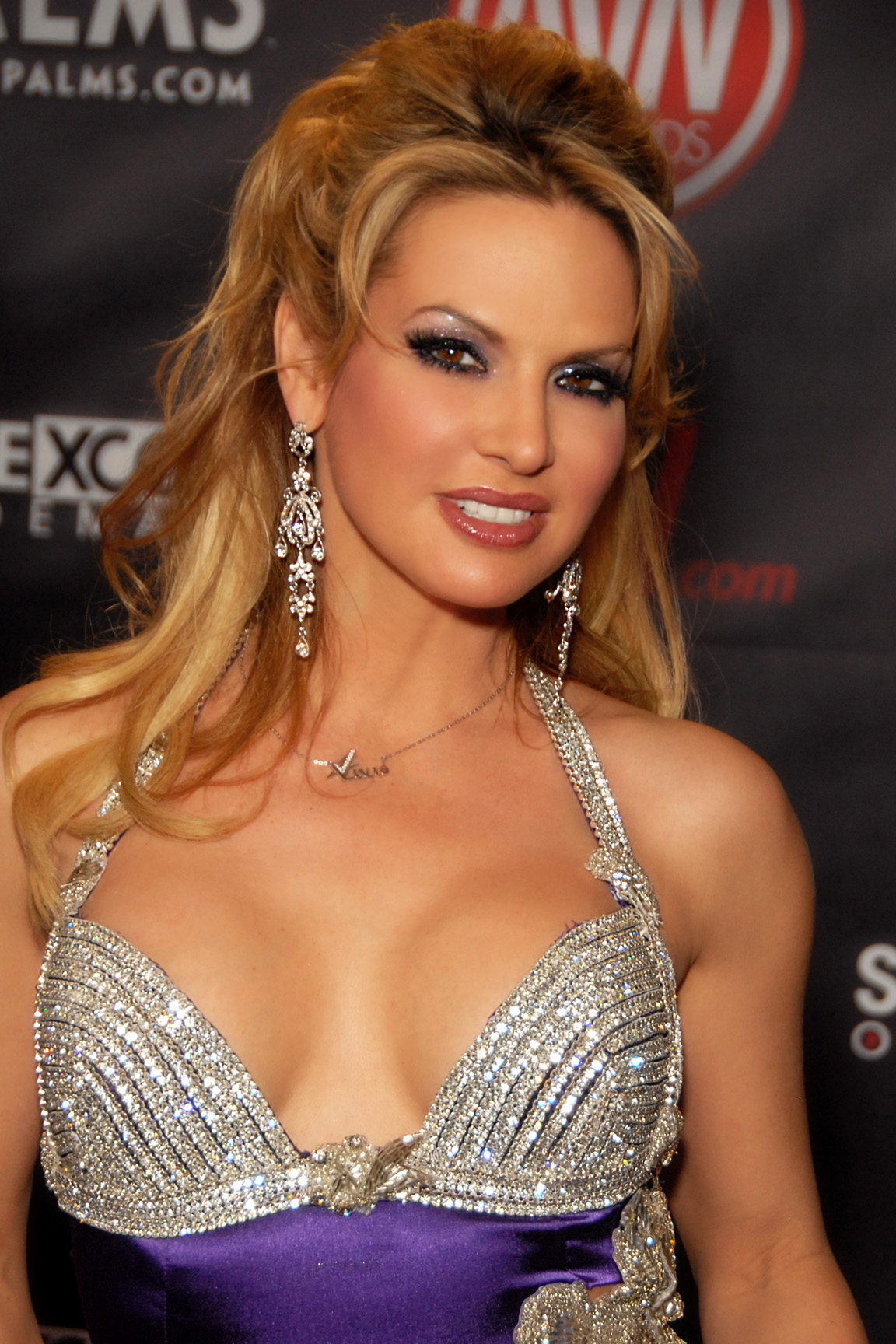
서배너 샘슨

서배너 샘슨(Savanna Samson, 1967년 1월 14일 ~ )은 미국의 전직 포르노 배우이다. AVN상 여우주연상 2회(2004, 06) 수상자이다.